# 岡本美沙
岡本 美沙（おかもと みさ、Angelita Misa）は、日本のピアニスト、作曲家、女優、映像作家。兵庫県出身。
大阪音楽大学器楽学科ピアノ専攻卒業。同大学院専攻科修了。仙石浩之に師事。エレクトロニックタンゴ。一般社団法人日本音楽著作権協会 (JASRAC) 会員。日本自然保護協会会員・指導員。ベジタリアン。

## 来歴
1999年頃よりタンゴを中心としたライブ活動を展開。また、作曲・アレンジも手がける。2003年アルゼンチンに渡りピアニスト、ミゲル・アンヘル・バルコスに師事し現地（アルゼンチン）でのラジオやコンサートに出演。
2005年、港健二郎監督長編劇映画『ひだるか』に主演し、女優としてもデビュー。全編音楽制作、音楽プロデュース。映画サウンドトラック「つきあかり」発表。

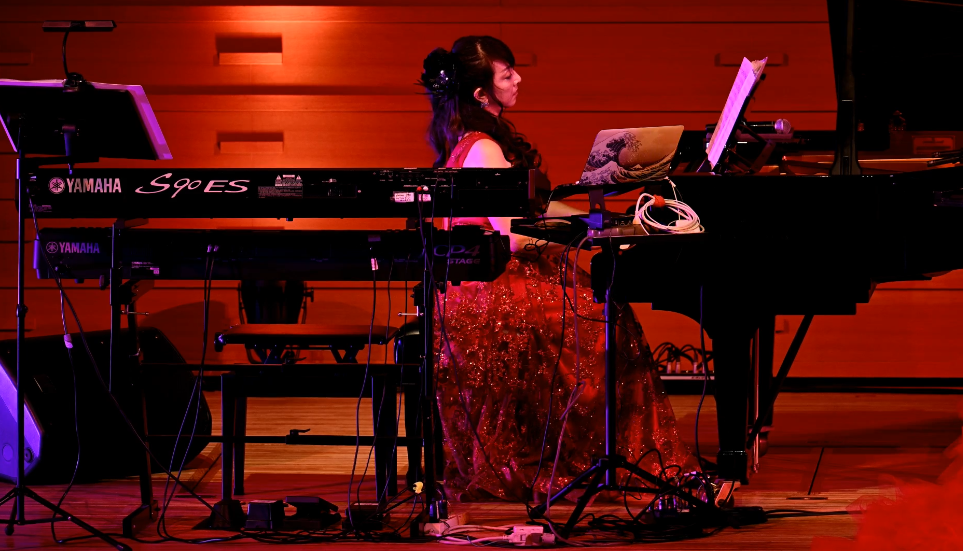
カフェ・コンチェルト２３ー２４ 音楽の旅アラカルト ～カフェギフトを添えて～
ｖｏｌ．２ タンゴ デュオ

コンピューターを使った音源制作(DAWまたはDTM)を駆使し、音源も制作し、数々の映画音楽や映像音楽、また、映像と制作物語でのステージ「音楽絵本」なども展開している。

このコンピューターミュージックDAWでは、ポップスなどのみならず、壮大なオーケストラ音源も制作し、リアルなサウンドにこだわって制作している。

また、ステージでは、ピアノだけでなくシンセサイザーも使用。コンピューター音源とシンセサイザーで、リアルなオケサウンドなども使用し、幅広い音を追及している。
また俳優入川保則と「朗読とピアノ」で共演。元パープルシャドウズの内村キンヤとの音楽ユニット「Moon Blanket」結成。オリジナル楽曲を中心にエレクトリックタンゴなどを制作。
2012年、入川保則主演、横山浩之監督映画『ビターコーヒーライフ』の音楽制作。CM音楽、歌手への楽曲提供、楽曲アレンジなども音楽活動を行う。ジャズを西本貴至に師事。「生きるものの命の重さは同じ」をコンセプトに自然や動物たちの生きる権利を音楽で訴える。
2014年タンゴテイストのエレクトロなどを収録したオリジナルアルバム『Yo～Identidad』を発表。
2015年、港健二郎監督のドキュメンタリー映画『花のようにあるがままに』全編音楽制作。『Yo～Identidad』で発表した『花のようにあるがままに』が映画タイトルに採用され、映画でナビゲーター役でも出演。映画『花のようにあるがままに』サウンドトラックCD『CLASSICAL』発表。
2019年10月、短編ドキュメンタリー映画「Love For All Things～生きているものの命の重さはおなじ～」を監督・制作。
2020年3月、短編ホラー映画「Amiga」を監督・制作。
2022年11月、港健二郎監督ドキュメンタリー映画「いのち見つめて～高次脳機能障害と現代社会～」ナビゲーター・音楽制作。
2023年2月、長編ドキュメンタリー映画「宙と土」監督・音楽制作。
2015年12月～2019年3月までfmGIGにてレギュラーパーソナリティーラジオ番組、『岡本美沙のLove For All Things』がスタート。毎週火曜日18時30分～19時「生きているものの命の重さは同じ」をコンセプトにスタート。
2016年7月～2020年3月、インターネットラジオ RadiCro でも毎週金曜日12:00～12:30と23:00～23:30『岡本美沙のLove For All Things』レギュラーDJ パーソナリティーとして放送。
2020年1月～　FM那覇にて『岡本美沙のLove For All Things』スタート。
2023年11月　短編ドキュメンタリー「Love For All Things」福岡県大牟田映画祭 準グランプリ。

## ディスコグラフィー

### CDアルバム
- つきあかり（2005年9月）

1. GET WAY
2. 届かない声、伝わらない涙（Piano&Violin)
3. つきあかり
4. 弾く人（ハジクヒト）
5. 届かない声、伝わらない涙
6. Luna de Vieja
7. 第二章
8. Fuze

- YO～Identidad～（2014年7月）

1. Yo ~Identidad~
2. 朱い月 ‐Moon of Red‐
3. Caliente!
4. Love For All Things feat.KANNA
5. Long Ago
6. Contigo
7. 青い炎
8. Escucha!
9. 幻儚(Genmu)
10. 花のように あるがままに feat.Shoko
11. Homenaje a 'I'

- Classical（2015年6月）

1. 懺悔すれどわが罪なお重く
2. 波の音
3. Gato Negro
4. 風
5. 銀の砂
6. 祈り
7. Return Time
8. それでも花は咲く（花のように あるがままにインストアレンジ）
9. 花のように あるがままに(歌：橋本美香）

- 海の記憶（2023年3月）

1. 海の記憶（映画「いのち見つめて」テーマ曲）
2. MoMo
3. 宙と土（映画「宙と土」メインテーマ）
4. Dejavu （映画「宙と土」）
5. 忘れないで いつまでも
6. 魔力（映画「宙と土」）
7. Cerezoさくら
8. Stream
9. Parahabras de Mar （映画「いのち見つめて」）
10. 夢歌（映画「いのち見つめて」メインテーマ）

### 映画音楽
- ひだるか（2005年5月）主演・音楽制作[2]
- 花のように　あるがままに~在日コリアン舞踊家・裵梨花（2016年8月）ナビゲーター・音楽制作[3]
- ビターコーヒーライフ（2013年2月）音楽制作[4]
- いのち 見つめて～高次脳機能障害と現代社会～（2021年11月）ナビゲーター・音楽制作
- 宙と土（2022年2月）監督・音楽制作

## 映画制作

### 監督作品
- 2019年「Love For All Things」（短編ドキュメント）制作
- 2021年「Amiga」（短編ホラー）制作
- 2022年「宙と土」（長編ドキュメンタリー）

## ラジオ番組
- 「Love For All Things」

fmGIG局（毎週火曜 / 18:30～) 2015年12月～2020年3月

RadiCro局（毎週金曜 / 23:00～) 2016年7月～2020年3月

FM那覇局　(毎週日曜 / 15:00～) 2020年1月～